# شوا آلومار
شوا آلومار (به انگلیسی: Sheva Alomar) عنوان یک شخصیت ساختگی در مجموعه بازی‌های رزیدنت ایول است که توسط شرکت کپ‌کام ساخته شده‌است. شوا یکی از دو شخصیت اصلی بازی رزیدنت ایول ۵ در کنار کریس ردفیلد و یک مأمور B.S.A.A در بخش غرب آفریقا می‌باشد. شوا آلومار یک جنگجوی با استعداد و ورزیده‌است، توانایی‌های او در استفاده از سلاح گرم با کریس ردفیلد برابر است. او دارای قدی کوتاه و شرایط قدرتمند و انعطاف‌پذیری است که می‌تواند کارهایی که برای کریس ناممکن است را انجام دهد.

## زندگی‌نامه
شوا آلومار در سن ۸ سالگی، پدر و مادر خود را پس از حادثه در یک کارخانه از دست می‌دهد. پس از آن عموی شوا، او را به فرزندی پذیرفته و در کنار ۷ کودک خود، سرپرستی او را نیز بر عهده می‌گیرد. یک روز او از خانهٔ عمویش خارج و به ساوانا رفت و به دست یک راننده کامیون پیدا شد. راننده کامیون او را به خانه برد و به او غذا داد، اما شوا با اینکه کوچک بود، فهمید که آن راننده کامیون یکی از اعضای گروهguerrilla است. او در آینده به گروهی ضد guerrilla پیوست و فهمید که چگونه پدر و مادرش در آن حادثه کشته شدند. آن کارخانه مکانی بود که شرکت آمبرلا آزمایش‌های B.O.W خود را در آن می‌آزمود. با کمک دولت آمبرلا دهکدهٔ شوا را نابود و از مردم آنجا به عنوان نمونه‌های آزمایشی خود استفاده کرد. شوا در آینده به B.S.A.A غرب آفریقا پیوست و به دست جاش استون آموزش‌های نظامی دید و زبان انگلیسی را نیز فرا گرفت. شوا پا رخ دادن رویدادهای شهر کیجوجو به کریس ردفیلد که خود را به آنجا رسانده بود پیوست تا در کنار او پرده از رازهای این ماجرا بردارند. شوا و کریس در جستجوی فردی به نام ریکاردو ایروینگ بودند. ایروینگ یک بازرگان اسلحه بود. آن دو سرانجام ایروینگ را در حالی که به دست یک زن ناشناس در حال نجات یافتن از سقوط بود یافتند. با پیشبرد بازی رازهای نهفتهٔ تازه‌ای از بازی برای بازیباز روشن می‌شود، شوا و کریس در ادامه موفق می‌شوند این رازها را آشکار کنند. آلبرت وسکر، که کریس او را مرده می‌پنداشت وارد داستان می‌شود، و یک بار دیگر نیز مشخص می‌شود که او در پس تمامی این رویدادهاست. شوا و کریس پس از چند نبرد سخت و دشوار با وسکر که تبدیل به ابرانسان شده بود، در پایان بر او پیروز می‌شوند. آن دو با شلیک راکت به سوی وسکر که در آتش آتشفشان می‌سوخت، او را نابود کردند.

## بازکردن لباس
روی هم رفته ۴ لباس به نام‌های B.S.A.A، Clubbin', Tribal, Business برای شوا در بازی قابل دسترسی است. با به پایان رساندن بازی اصلی لباس Clubbin آزاد شده و قابل استفاده‌است. پس از یافتن تمامی ۳۰ B.S.A.A emblemها لباس Tribal و با به پایان رساندن بازی در حالت بسیار سخت با یکی از لباس‌های آزاد شده لباس Business نیز آزاد می‌شود. نکتهٔ جالب در مورد لباس Business شباهت آن به لباس اینگرید هانیگان است.

## ویژگی‌ها
- شوا چپ دست است.
- گروه خونی او AB می‌باشد.
- قد او ۱۶۵ سانتی‌متر و وزن اون ۵۲ کیلوگرم می‌باشد.
- لهجه او در بازی بریتانیایی است.
- در تتوی بازوی دست چپ او کلمه shujaa مشاهده می‌شود که این کلمه در زبان سواحلی به معنای جنگجو و در زبان عربی و فارسی به معنای دلیر و شجاع می‌باشد.
- در Mercenaries بازی، شوا در لباس Tribal یک تیرو کمان قدیمی که دارای پیکان‌های نامحدود هستند دارد، اما این سلاح در بازی اصلی نیز قابل استفاده است؛ به این ترتیب که بازیباز باید تمامی سلاح‌های Rifle را تا آخرین درجه به روزرسانی کند، سپس سلاح تیرو کمان -فقط برای شوا- با پیکان‌های نامحدود آزاد می‌شود.[۱]